# جوليان ميشيل (ممثلة)
جوليان ميشيل (بالإنجليزية: Julianne Michelle)‏ هي ممثلة أمريكية، ولدت في 5 سبتمبر 1987 في الولايات المتحدة.

## وصلات خارجية
- جوليان ميشيل على موقع IMDb (الإنجليزية)
- جوليان ميشيل على موقع قاعدة بيانات الفيلم (الإنجليزية)